# Wheeler County, Georgia
Wheeler County är ett administrativt område i delstaten Georgia, USA. År 2010 hade countyt 7 421 invånare. Den administrativa huvudorten (county seat) är Alamo.

## Geografi
Enligt United States Census Bureau så har countyt en total area på 777 km². 771 km² av den arean är land och 6 km² är vatten.

### Angränsande countyn
- Treutlen County - nord
- Montgomery County - öst
- Jeff Davis County - sydost
- Telfair County - sydväst
- Dodge County - väst
- Laurens County - nordväst